# Leonhard David Hermann
Leonhard David Hermann (ur. 27 czerwca 1670 w Masłowie, zm. 1 maja 1736 tamże) – duchowny luterański, historyk, archeolog i przyrodnik.
Był synem pastora Abrahama Hermanna i Anny z Mayerów. W 1698 przebywał w Oleśnicy, gdzie na zamku zgromadzona była spora kolekcja przyrodnicza i historyczna, co mogło wpłynąć na jego późniejsze zainteresowania. Od 1699 był zastępcą pastora, a od 1705 r. – pastorem w Masłowie (ówczesna niemiecka nazwa Massel). Żonaty z Ewą Heleną Vogel, z którą miał dziesięcioro dzieci, a po jej śmierci z Anną Elżbietą Schwertner, z którą miał trójkę. 
Prowadził badania archeologiczne na cmentarzysku prehistorycznym na wzgórzu Töppelberg („Wzgórze Popielnic”) w Masłowie, gdzie znalazł ok. 10 000 urn. Znalezione przez siebie zabytki opisał w dziele pod tytułem Maslographia. Publikował również obserwacje przyrodnicze. W 1725 wybrano go członkiem Berlińsko-Brandenburskiej Akademii Nauk. 
Część jego zbiorów przechowuje się we wrocławskim Muzeum Narodowym, większość jednak uległa rozproszeniu.
23 maja 2025 szkole podstawowej w Masłowie nadano imię Leonharda Davida Hermanna.